# Jean-Pierre Bouyssonnie
Pour les articles homonymes, voir Bouyssonie.
Jean-Pierre Bouyssonnie, né le 12 septembre 1920 à Sarlat (Dordogne) et mort le 3 mars 2011 à Paris 14e, est un industriel français.

## Jeunesse et Formation
Né le 12 septembre 1920 à Sarlat-la-Canéda en Dordogne, ses parents tiennent un café dans la rue principale de Sarlat et ses grands parents sont maraîchers. Fils unique il est élevé avec son oncle Albert de 5 ans son aîné avec qui il construira une grande part de son parcours tant sportif qu’intellectuel.
S’il accompagne sa grand-mère en poussant la brouette jusqu’à la place du marché pour vendre la production de framboises et poireaux, il développe un goût extrême pour les sports et l’entraînement sportif tout en manifestant un intérêt prononcé pour les nouveautés techniques. À 5 ans il fera patienter sa mère pendant 4 heures en gare de Dax pour apercevoir l’une des premières locomotives électriques mises en service par la Compagnie des Chemins de Fer du Midi. À 7 ans il gagne un petit camion en bois en remportant une course à pied, signe probable du désir de compétition qui ne le quittera pas.
Son père, Edouard, blessé puis rescapé du tétanos en 1917, est un musicien éclairé. Il l’engage à apprendre le violoncelle, l’instrument le plus proche de la voix humaine. Germaine, sa mère est une maîtresse femme. Elle lui a transmis un leadership naturel.
Élève de l’école communale de Sarlat, il rencontre Guy Georgy l’ami qu’il ne quittera pas. Guy ne parle pas français quand il arrive en primaire mais apprend vite lui aussi et toute leur scolarité les deux compères se disputeront âprement la tête de classe et les tableaux d’honneur. Toute leur vie ils resteront en contact, parlant langue d’oc lorsqu’ils codaient leurs échanges.
Athlétisme, courses de vélo, rugby alternent avec les arrosages des cultures des grands-parents, les parties de cartes ou d’échec avec les clients du café des parents.
À Bordeaux il commence ses classes préparatoires au Lycée Montaigne, soutenu par son oncle étudiant en mathématiques, et est appelé à rejoindre Louis Legrand à Paris… « grâce à ses (mes) performances sur les terrains de rugby » dira Jean-Pierre. Entré à l’École polytechnique en 1939, il doit rejoindre les armées en guerre et, à 20 ans, participera à la retraite de 40 à la tête d’une section.
Il achèvera sa formation à Lyon où est repliée l’École Polytechnique et rejoindra l’École Nationale Supérieure du Génie Maritime à Toulon en 1942.

## Parcours professionnel
- Avec son diplôme d’ingénieur en poche, il est affecté aux chantiers navals d’Indret (Loire Atlantique) puis à la surveillance du port du Havre en septembre 1944 où, aux côtés des américains, il organise le renflouement de dizaines de navires coulés par les allemands afin de dégager au plus vite le port si nécessaire à la poursuite de la libération de la France.
- En 1947 il est muté à l’établissement de Guérigny, dans la Nièvre, site aujourd’hui fermé, mais qui fut le haut lieu de l’aciérie et des forges de la Marine, où il met au point les techniques de coulée et de forgeage des aciers amagnétiques, une première en France.
- En 1952 Jean-Pierre quitte les Constructions Navales et entre à la Compagnie française Thomson Houston qui lui confie la sous-direction, puis peu après la direction de son usine de Nevers fabriquant à l’époque des petits moteurs électriques, des éclairages fluorescents et des mécanismes d’armement. Il la modernise pour en faire entre autres l’usine pilote de la fabrication des compresseurs pour réfrigérateurs exigeant une précision et des tolérances inconnues jusqu’alors en Europe. De 800 personnes à son arrivée, l’usine en compte 2 000 lorsqu’en 1957 il devient Directeur Industriel des activités Grand Public du Groupe. C’est l’époque où apparait la télévision et il crée les usines d’Angers et de Moulins, prenant désormais une part extrêmement active dans le développement de l’industrie électronique dans notre pays.
- En 1959 il devient Directeur Industriel du Groupe Thomson dont il équipe, pour faire face aux besoins de l’électronique professionnelle, les usines de Bagneux, Gennevilliers, Chatou, Sartrouville, Orléans, Laval, Thonon…, en même temps qu’en association avec General Electric il implante à Aix-en-Provence la Société européenne de semi-conducteurs.
- En 1966 il devient Directeur Général des activités Grand Public et Electronique Professionnelle, et transformera considérablement la société grâce à la fusion avec Hotchkiss-Brandt en 1966 et à l’absorption de CSF l’année suivante. Ainsi naît Thomson-CSF dont il réalise l’intégration et l’organisation en unités homogènes autonomes avec une efficacité qui en dit long sur ses qualités humaines. C’est ainsi qu’apparaissent les secteurs des grands radars, des radars aéroportés, des radiocommunications, des faisceaux hertziens, de l’électronique spatiale, de l’acoustique sous-marine, de la radiodiffusion, de la télévision, de l’informatique, de la guerre électronique active et passive, le tout complété à Corbeville par un laboratoire de recherche où naîtront des générations de techniques nouvelles.
- En 1976 enfin, le dispositif étant complété par l’absorption de LMT, de STE, de LTT pour les câbles et aboutissant à la création d’un ensemble de 136 000 personnes dont 18 000 ingénieurs, il devient Président Directeur Général de Thomson-CSF et Vice-Président de Thomson-Brandt, puis en 1981 Président Directeur Général de l’ensemble du Groupe Thomson.
- Les forts développements du Groupe à l’international conduiront Jean-Pierre Bouyssonnie à couvrir les actions d’espionnage avec l’URSS, dans ce qui est devenu "l'affaire Farewell".
- En 1982 Thomson est nationalisé par le gouvernement de Pierre Mauroy, Jean-Pierre Bouyssonnie est remplacé à la tête du groupe par Alain Gomez et il quitte la présidence de Thomson-CSF.
- Quelques mois plus tard il édite ses souvenirs et réflexions dans un livre Au cœur de la bataille électronique qui reste une référence pour l’industrie.

## Après 1982
Continuant ses autres activités, il décide alors d’en assumer de nouvelles :
- Il est élu puis réélu président de l’AX, Association des anciens élèves de Polytechnique, il coordonne les mesures liées à la délocalisation de l’École à Palaiseau.
- La même année, il crée l’OFTA, Observatoire français des techniques avancées dont il va assumer la présidence pendant quatre ans[2].
- En 1983 il est nommé Président du C.E.F.R.I., Centre de Formation aux réalités internationales créé dix ans auparavant pour former les cadres de l’industrie et de la banque à l’environnement international.
- Toujours en 1983, il devient président du comité français de la Chambre de commerce internationale créée en 1920 et représentant les milieux d’affaires auprès des instances internationales comme l’ONU et la CEE.
- En 1983 toujours, il crée avec Sylvain Floirat, ACELEC, société régionale de haute technologie dont il a par la suite assuré la présidence.
- En 1985 et 1986 il assume la Présidence des ISF, Conseil national des ingénieurs et scientifiques de France.
- En 1986 Jean-Pierre devient membre de la Commission nationale de la communication et des libertés, régulateur des communications et distributeur des fréquences, qui a joué un rôle essentiel lors de la privatisation de TF1, de l’organisation des radios privées et du lancement de certains opérateurs de radiotéléphonie mobile, rôle désormais repris par le CSA.
- Il préside de 1990 à 1992 Aqui-TV, la chaîne de télévision locale du Périgord, l’une des premières télévisions de proximité de notre pays.
- Enfin, pour ne pas rompre avec la vie active et les progrès de la technique, il poursuivait une activité soutenue d’ingénieur-conseil.
- En 1993, l’Académie de marine l’a élu membre titulaire puis Président de sa section Sciences et Technique à laquelle il a apporté ses connaissances et son expérience.
- En 2004 il a créé et préside AIRAMA, Alliance Internationale pour la reconnaissance des apports de Maurice Allais en physique et en économie, avant d’en devenir président d’honneur.

## Autres activités
La vie professionnelle de Jean-Pierre Bouyssonnie a toujours été doublée d’une activité sportive intense : en 1957 il recevait la médaille d’argent de l’Éducation Physique et des Sports, a pratiqué l’athlétisme, le cyclisme, le rugby jouant en première division dans le club de Toulon en 1942 avant de rejoindre la Normandie puis de prendre en 1953 la présidence du club olympique de Nevers et ensuite de celui de Sarlat ; il a été classé en tennis, a pratiqué la spéléo notamment dans les Bauges, était bleausard escaladant les rochers de Fontainebleau et a ouvert des voies d’alpinisme dans les Alpes.
Lors d’amphis qu’il a animés dans plusieurs grandes écoles, il répondait aux interrogations des étudiants sur les qualités requises pour devenir un grand patron : « il faut la santé d’abord ! ». Cet énorme capital qu’il possédait lui a permis aussi de faire du ski jusqu'à 85 ans et de continuer à initier jeunes et moins jeunes à la plongée ou à l’escalade jusque dans ses dernières années.
S’il n’a pas eu d’enfants, Jean-Pierre Bouyssonnie a élevé et éduqué nombre de jeunes, il a aidé et soutenu un grand nombre de proches au service desquels il mettait son expérience et ses contacts.
Il a soutenu les projets et leurs acteurs aussi divers que :
- Le festival Pablo Casals de Prades dans les années 1950
- le festival du film de Sarlat
- le festival de musique du Périgord Noir
- Sagarmatha 88, l’ascension de l’Everest en direct pour Antenne 2 en 1988
- des projets de développement du tourisme de montagne en Chine
- AIRAMA, association de soutien aux travaux de Maurice Allais
- Le Lien, association de réinsertion de jeunes en difficulté en coordination avec la Protection judiciaire de la Jeunesse
- Tanawa, association pour la confirmation de la découverte de l’Amérique par des navigateurs égyptiens en 232 av. J.-C.

Enfant de Sarlat, il est resté attaché toute sa vie à sa ville, féru de préhistoire, circulant comme chez lui sur les sites préhistoriques de la région et amateur éclairé de l’architecture médiévale. Son implication permanente pour le Périgord l’a amené à conduire une liste lors des élections municipales en 1989 pour promouvoir le développement économique et culturel de Sarlat.
À 90 ans, Jean-Pierre Bouyssonnie est mort à Paris le 3 mars 2011.

## Décorations
- Grande médaille d’or de la Fédération des Industries électriques et électroniques,
- Commandeur de la Légion d’Honneur
- Commandeur de l’Ordre national du Mérite.

## Livre
- Jean-Pierre Bouyssonnie : Au cœur de la bataille électronique – 1983 – Éditions Jean Picollec  (ISBN 2-86477-048-2)

## Articles
- La vie Judiciaire no 2241 – mars 1989 – « Le chef d’entreprise face aux problèmes juridiques »
- Préface de l’ouvrage « Le management des connaissances dans l'entreprise; ressources humaines et systèmes d'information; Jean-Maurice Bruneau, Jean-François Pujos »; 1992
- Art et Histoire en Périgord Noir no 100 – 2005 – Guy Georgy (1918 – 2003)
- École polytechnique - La Jaune et la Rouge no 640 – décembre 2008 – « Bien s’informer en respectant l’éthique » (« La fonction d’une entreprise n’est pas de distribuer des subsides »)

## Pour approfondir